# Triangulation (géométrie)
Pour les articles homonymes, voir Triangulation (homonymie).

Feuille perforée triangulée. Les simplexes sont alors les triangles.

En géométrie, une triangulation est une partition d'un objet en un ensemble de simplexes. En particulier dans le plan, une triangulation est composée de triangles. Une triangulation est un complexe simplicial.
Une triangulation {\displaystyle T} d'un ensemble {\displaystyle X} est une partition de {\displaystyle X} en simplexes de dimension (n+1) telle que :
1. l'intersection de deux simplexes est soit une face commune aux deux simplexes, soit vide
2. tout ensemble borné de {\displaystyle \mathbb {R} ^{n+1}} coupe un nombre fini de simplexes de T
3. l'union des simplexes correspond à {\displaystyle X}

Un problème de géométrie est de trouver rapidement une triangulation d'un polygone, c'est-à-dire un ensemble de triangles disjoints dont l'union recouvre le polygone.
On parle aussi de la triangulation d'un ensemble de points. Dans ce cas, l'ensemble à trianguler est alors l'enveloppe convexe des points, et les sommets de la triangulation sont les points de l'ensemble d'origine. La triangulation de Delaunay est un exemple célèbre de triangulation d'un ensemble de points pour laquelle la sphère circonscrite de chaque simplexe ne contient aucun autre point.